# Сыроежка жгучеедкая
Сырое́жка жгучее́дкая, или сыроежка рво́тная (лат. Rússula emética) — гриб из рода Сыроежка (Russula) семейства Сыроежковые (Russulaceae).

## Синонимы
- Agaricus russula Scop., 1772basionym

## Описание

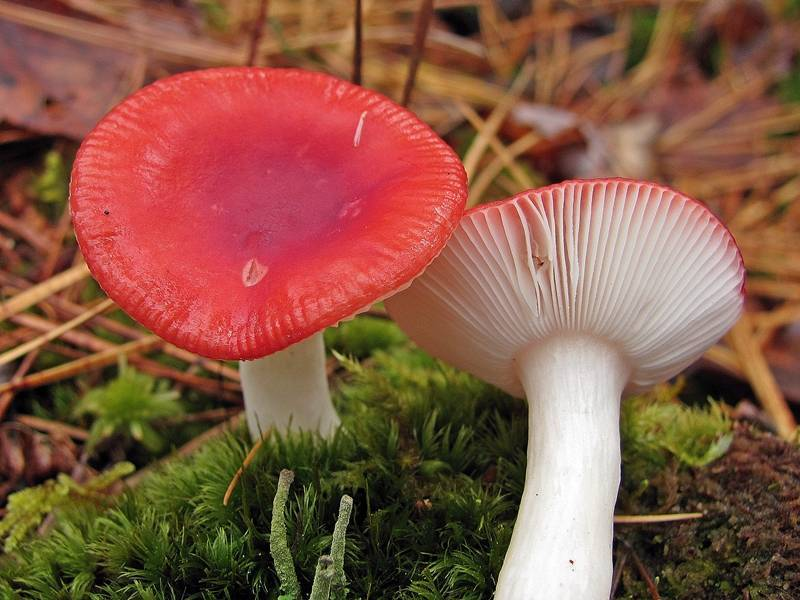

Шляпка сначала выпуклая, потом плоская, иногда в центре воронковидная, диаметром 5—10 см, с отделяющейся кожицей, красноватая, светло-красная или красная. 
Край шляпки ребристый, тупой, мякоть белая, под кожицей розоватая, ломкая, с очень острым и горьким вкусом, и фруктовым запахом.
Пластинки всегда белые, приросшие к ножке, у старых грибов желтоватые или сероватые.
Ножка до 8 см длины, до 1,5 см толщины. Гладкая, плотная, белая, иногда в нижней части розоватая. 
Споровый порошок чисто-белый.
Образует микоризу с хвойными и лиственными деревьями.
Споры почти шаровидные, шиповатые. 

## Съедобность
Гриб несъедобен из-за горького вкуса, по другим сведениям условно-съедобен. По сведениям зарубежных специалистов, слабо ядовит, вызывает нарушения работы желудочно-кишечного тракта. Имеются также сведения о присутствии в нём мускарина. Некоторые грибники используют его в солениях после двадцатиминутного отваривания и промывания.
Плодовое тело сыроежки жгучеедкой используется для производства гомеопатического средства «Агарикус эметикус». Действующие вещества не идентифицированы, предполагается, что они относятся к группе сесквитерпенов.